# هومن راورپور
هومن راورپور جهانگرد و مستندساز متولد اراک اما از نوجوانی در مشهد زندگی کرده است مقیم هلند. وی در حال حاضر به ۷۰ کشور جهان سفر کرده‌است که ۲۷ کشور آن با دوچرخه بوده‌است. هومن راورپور در حال حاضر در تلویزیون من و تو برنامه هفتگی در مورد سفر دارد. 